# Eddie Turnbull
Edward Turnbull, noto come Eddie Turnbull (Carronshore, 12 aprile 1923 – 30 aprile 2011), è stato un allenatore di calcio e calciatore scozzese, di ruolo attaccante.

## Carriera
Nell'estate 1967 alla guida del club scozzese dell'Aberdeen partecipò al campionato nordamericano organizzato dalla United Soccer Association: accadde infatti che tale campionato fu disputato da formazioni europee e sudamericane per conto delle franchigie ufficialmente iscritte al campionato, che per ragioni di tempo non avevano potuto allestire le proprie squadre. L'Aberdeen rappresentò i Washington Whips, vincendo la Eastern Division, qualificandosi per la finale. La finale vide i Whips cedere ai Los Angeles Wolves, rappresentati dai Wolverhampton.

## Palmarès

### Giocatore

#### Competizioni nazionali
- Campionato scozzese: 3

Hibernian: 1947-1948, 1950-1951, 1951-1952

### Allenatore

#### Competizioni nazionali
- Coppa di Scozia: 1

Aberdeen: 1969-1970
- Coppa di Lega scozzese: 1

Hibernian: 1971-1972